# سازمان بین‌دولتی برای حمل بین‌المللی از طریق راه‌آهن

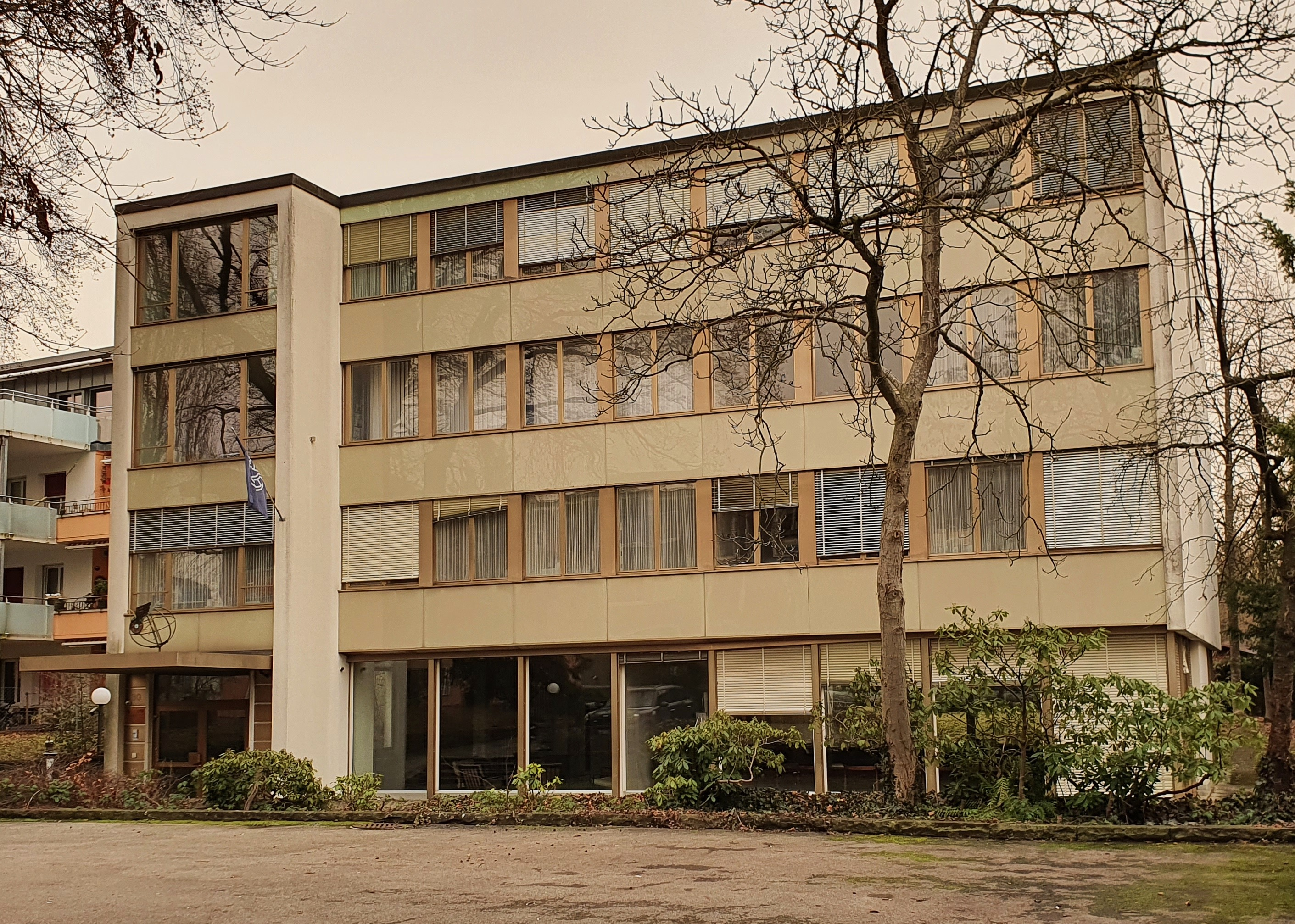
ساختمان مرکزی سازمان بین دولتی برای حمل و نقل بین‌المللی از طریق راه‌آهن

سازمان بین دولتی برای حمل و نقل بین‌المللی از طریق راه‌آهن (OTIF)، یک سازمان دولتی بین‌المللی است که بر حمل و نقل ریلی بین‌المللی حاکم است. از سال ۲۰۱۹، ۵۱ کشور اروپایی، آفریقایی و خاورمیانه عضو OTIF هستند. OTIF اعزام ابزارها برای تسهیل ترافیک راه‌آهن بین‌المللی و همکاری نزدیکی با هم برای رسیدن به این با کمیته بین‌المللی حمل و نقل ریلی (CIT) از کمیسیون اقتصادی ملل متحد برای اروپا (UNECE) از آژانس اتحادیه اروپا برای راه‌آهن (ERA)، به کمیسیون اروپا اداره - عمومی برای تحرک و حمل و نقل (DG MOVE) و سازمان همکاری راه‌آهن (OSJD).

## تاریخ
سازمان بین دولتی برای حمل و نقل بین‌المللی از طریق راه‌آهن (OTIF) در تاریخ ۱ مه ۱۹۸۵ به موجب کنوانسیون مربوط به حمل و نقل بین‌المللی با راه‌آهن (COTIF)، که در سال ۱۹۸۰ منعقد شد، سازماندهی شد. COTIF توسط پروتکلی که در ۳ ژوئن ۱۹۹۹ در ویلنیوس امضا شد اصلاح شد. قبل از پروتکل ویلنیوس، هدف اصلی OTIF ایجاد سیستم‌های یکسان قانون است که می‌تواند در حمل و نقل مسافر و باری در ترافیک راه‌آهن بین‌المللی اعمال شود. این سیستم‌های قانونی ده‌ها سال است که وجود دارند و به عنوان قوانین یکنواخت CIV (برای مسافران) و CIM (برای حمل و نقل کالا / کالاها) شناخته می‌شوند.

## عضویت
از سال ۲۰۱۹، ۵۰ کشور عضو و ۱ عضو وابسته OTIF به علاوه اتحادیه اروپا وجود دارد: افغانستان، آلبانی، الجزایر، اتریش، ارمنستان، جمهوری آذربایجان، بلژیک، بوسنی و هرزگوین، بلغارستان، کرواسی، جمهوری چک، دانمارک، استونی، اروپا اتحادیه، فنلاند، فرانسه، جورجیا، آلمان، یونان، مجارستان، ایران، عراق، ایرلند، ایتالیا، اردن، لتونی، لبنان، لیختن اشتاین، لیتوانی، لوکزامبورگ، موناکو، مونته‌نگرو، مراکش، هلند، مقدونیه شمالی، نروژ، پاکستان، لهستان، پرتغال، رومانی، روسیه، صربستان، جمهوری اسلواکی، اسلوونی، اسپانیا، سوئد، سوئیس، سوریه، تونس، ترکیه، اوکراین و انگلیس.

## معلق
عضویت عراق، لبنان و سوریه تا زمان ترمیم ترافیک بین‌المللی راه‌آهن با این کشورها به حالت تعلیق درآمده است.

## همکاران
اردن از اول اوت ۲۰۱۰ یک عضو بوده‌است. عضویت در همکاران، مشارکت اردن را به وضعیت ناظر، بدون حق رأی، محدود می‌کند.

## دفتر و ارگانها
دفتر مرکزی سازمان بین دولتی برای حمل و نقل بین‌المللی از طریق راه‌آهن (OTIF) در برن، سوئیس است. ارگان‌های آن عبارتند از مجمع عمومی، کمیته اداری به عنوان نهاد نظارتی مالی و اداری، کمیته تجدید نظر، کمیته کارشناسان حمل و نقل کالاهای خطرناک، کمیته کارشناسان فنی و کمیته تسهیل راه‌آهن. دبیرکل خدمات دبیرخانه را ارائه می‌دهد. زبانهای کار این سازمان انگلیسی، فرانسه و آلمانی است.

## فعالیت‌ها
1. تدوین قانون حمل و نقل ریلی در مناطق زیر:
  - قراردادهای حمل برای حمل و نقل بین‌المللی مسافر و کالا (CIV و CIM)،
  - حمل کالاهای خطرناک (RID)،
  - قراردادهای استفاده از وسایل نقلیه (CUV)،
  - قرارداد استفاده از زیرساخت‌های ریلی (CUI) ,[۴]
  - اعتبارسنجی استانداردهای فنی و تصویب نسخه‌های فنی یکسان برای مواد راه‌آهن (APTU)،
  - روشی برای پذیرش فنی وسایل نقلیه راه‌آهن و سایر مواد راه‌آهن مورد استفاده در ترافیک بین‌المللی (ATMF).
2. دامنه COTIF را گسترده‌تر کند تا در طولانی مدت از طریق حمل و نقل ریلی تحت یک رژیم قانونی واحد از آتلانتیک تا اقیانوس آرام در طولانی مدت امکان‌پذیر شود.
3. آماده‌سازی لازم برای لازم‌الاجرا شدن پروتکل لوکزامبورگ (ثبت نام برای منافع بین‌المللی در سهام نورد ریلی، دبیرخانه سازمان نظارت)
4. رفع موانع عبور مرزها در حمل و نقل بین‌المللی ریلی؛
5. مشارکت در تهیه سایر کنوانسیون‌های بین‌المللی در مورد حمل و نقل ریلی در سازمان ملل متحد / ECE و سایر سازمان‌های بین‌المللی.

در حال حاضر، قوانین یکنواخت ایجاد شده توسط OTIF برای حمل و نقل بین‌المللی با راه‌آهن در حدود ۲۵۰٬۰۰۰ کیلومتر (۱۶۰٬۰۰۰ مایل) خطوط ریلی و حمل مکمل بار و مسافر در ۱۷٬۰۰۰ کیلومتر (۱۱٬۰۰۰ مایل) خطوط حمل و نقل و آبراه‌های داخلی، و همچنین حمل و نقل داخلی یا جاده ای قبلی.